# Erynniopsis antennata
Genre
Espèce
Erynniopsis antennata est une espèce de diptères cyclorraphes dont les larves sont parasites d'insectes.
C'est la seule espèce du genre Erynniopsis.